# Las bacantes (ópera)
Las bacantes (título en alemán, Die Bassariden; en inglés, The Bassarids) es una ópera seria con intermedio en un acto y cuatro movimientos con música de Hans Werner Henze y libreto en inglés de W. H. Auden y Chester Kallman, basado en Las bacantes de Eurípides.
El conflicto en la ópera se da entre la racionalidad humana y el control emocional, representado por el rey de Tebas, Penteo, y la pasión humana desbocada, representada por el dios Dioniso.

## Antecedentes
Un rasgo destacado de esta ópera es su construcción como una sinfonía clásica en cuatro movimientos:
- Primer movimiento, con forma de sonata
- Segundo movimiento, scherzo y trío
- Tercer movimiento, adagio y fuga
- Cuarto movimiento, passacaglia

Henze ha señalado que tiene citas de Johann Sebastian Bach, La Pasión según San Mateo y la Suite inglesa en re menor. Auden y Kallman escribieron que habían hecho cambios, para esta ópera, respecto al original de Eurípides.

## Historia de las representaciones
Fue estrenada en una traducción alemana de Maria Basse-Sporleder en el Festival de Salzburgo el 6 de agosto de 1966. 
La primera representación usando el texto inglés original, que al tiempo era el estreno en Estados Unidos, se produjo en la Ópera de Santa Fe el 7 de agosto de 1968, con el compositor dirigiendo. La ópera se representó también en Londres el 22 de septiembre de 1968, y fue repuesta en la Ópera Nacional Inglesa en octubre de 1974, con el compositor dirigiendo.
Esta ópera rara vez se representa en la actualidad; en las estadísticas de Operabase aparece con solo 5 representaciones en el período 2005-2010.

## Personajes
| Personaje                                                     | Tesitura     | Elenco del estreno, 6 de agosto de 1966 (Director: Christoph von Dohnányi) |
| ------------------------------------------------------------- | ------------ | -------------------------------------------------------------------------- |
| Dioniso, voz y extranjero                                     | tenor        | Loren Driscoll                                                             |
| Tiresias, un viejo profeta ciego                              | tenor        | Helmuth Melchert                                                           |
| Cadmo, fundador y anterior rey de Tebas                       | bajo         | Peter Lagger                                                               |
| Ágave, su hija, madre de Penteo                               | mezzosoprano | Kerstin Meyer                                                              |
| Beroe, una vieja esclava, en el pasado aya de Sémele y Penteo | contralto    | Vera Little                                                                |
| Capitán de la Guardia Real                                    | barítono     | William Dooley                                                             |
| Penteo, rey de Tebas                                          | barítono     | Kostas Paskalis                                                            |
| Autónoe, hija de Cadmo                                        | soprano      | Ingeborg Hallstein                                                         |
| Una esclava femenina en la casa de Ágave                      | papel mudo   |                                                                            |
| Su hija                                                       | papel mudo   |                                                                            |
| Coro de bacantes, ciudadanos de Tebas, guardias, sirvientes   |              |                                                                            |

## Argumento
Se ambienta en la antigua Tebas. Antes de la ópera, Dioniso ha afirmado que pretende vengarse de Ágave y las mujeres de Tebas porque han negado su divinidad. 
Al comienzo de la ópera, Cadmo, rey de Tebas, ha abdicado del trono en favor de Penteo. Este ha conocido el culto de Dioniso, que implica un jolgorio salvaje e irracional. Penteo plantea prohibir el culto de su ciudad. Llega un extranjero a la ciudad y seduce a los ciudadanos en una celebración cada vez más frenética dedicada al dios Dioniso. Debido a que Penteo es inconsciente de sus propios impulsos "dionisíacos", irracionales, o intenta reprimirlos, Dioniso puede entrar en Penteo y entrometerse en su naturaleza hasta el punto de que Penteo se disfraza de mujer, y se va al monte Citerón, donde reina el jolgorio. A lo largo de los acontecimientos, el encantamiento sobre los ciudadanos se extiende a Ágave, la madre de Penteo, y Autónoe, la hermana de Penteo. Matan a Penteo y lo parten en pedazos, y esto arruina a la ciudad. Sin darse cuenta de ello, Ágave lleva la cabeza cortada de su hijo en brazos. El extranjero revela que es el propio Dioniso.

## Grabaciones
- Gerd Albrecht, director; Kenneth Riegel, Andreas Schmidt, Michael Burt, Robert Tear, Karan Armstrong, Ortrun Wenkel, William B. Murray, Celina Lindsey; Orquesta Sinfónica de la Radio de Berlín; 1986, Koch Schwann International (314-006)[11]
- Christoph von Dohnányi, director; Loren Driscoll, Kostas Paskalis, Peter Lagger, Helmut Melchert, William Dooley, Kerstin Meyer, Ingeborg Hallstein, Vera Little; Coro de la Ópera Estatal de Viena; Filarmónica de Viena; 2003, ORFEOInternational (C 605 032 I) (Grabación del estreno)